# Hrabstwo Castro
Hrabstwo Castro – rolnicze hrabstwo w USA, w północno-zachodnim Teksasie, w regionie Panhandle. Siedzibą władz hrabstwa jest Dimmitt, które zamieszkuje ponad 50% mieszkańców hrabstwa. Inne miejscowości, to: Hart, Nazareth i Summerfield.
Hrabstwo Castro jest jednym z najbardziej produktywnych rolniczych hrabstw kraju. W 2022 roku obszar ten zajął 2. miejsce w stanie i 21. w kraju pod względem wpływów z rolnictwa. Ma drugie co do wielkości stada bydła w Teksasie (583 tys.). Większe pogłowie bydła ma jedynie sąsiednie Deaf Smith. Posiada także rozległe uprawy lucerny, bawełny, kukurydzy, pszenicy, oraz sorgo.

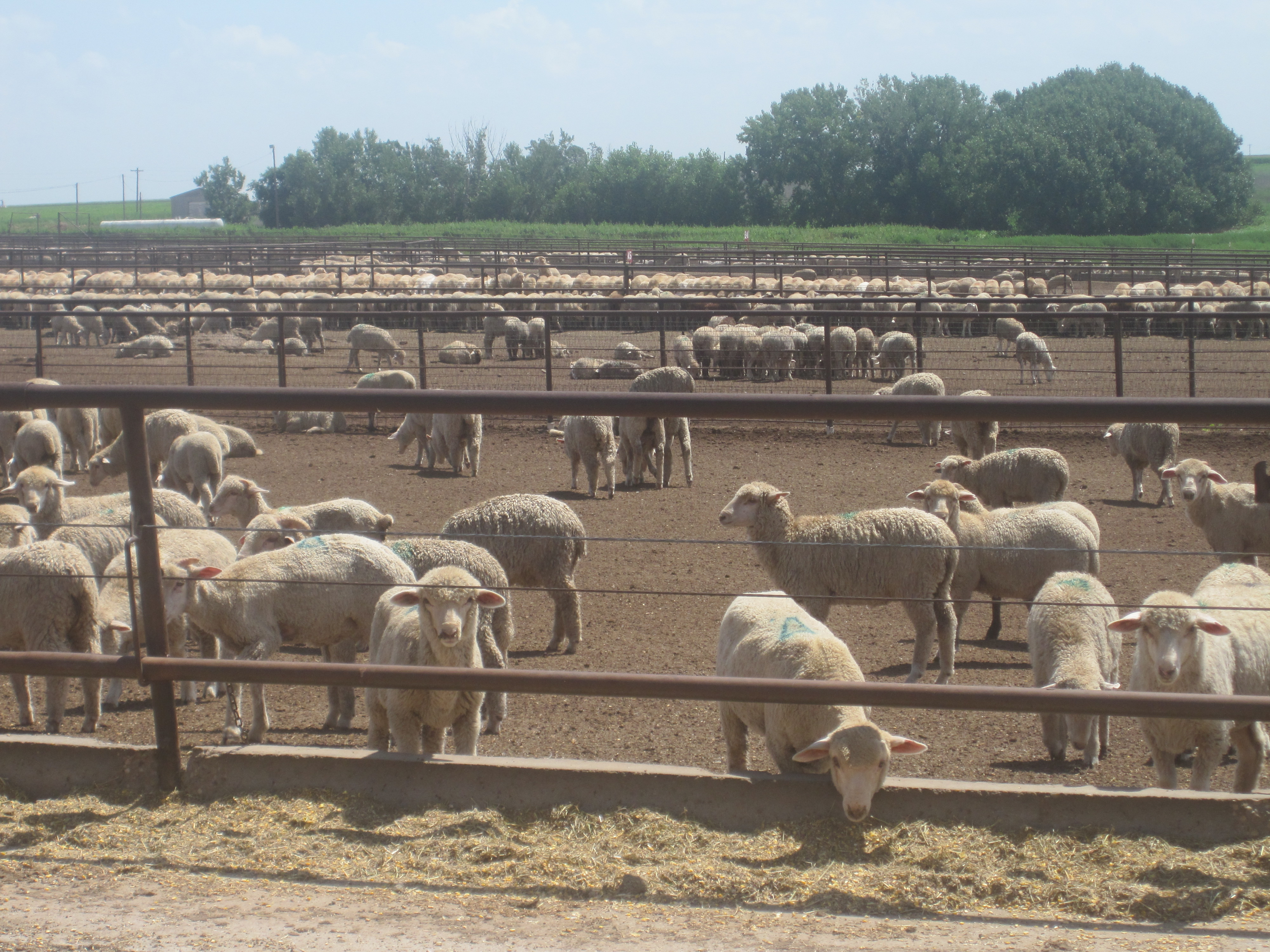
Hodowla owiec w pobliżu Dimmitt.

10 kwietnia 2023 r. w wyniku eksplozji i późniejszego pożaru w South Fork Dairy, około 15 km na południe od Dimmitt, zginęło ok. 18 tys. sztuk bydła mlecznego.

## Historia
Hrabstwo Castro zostało utworzone i nazwane przez legislaturę Teksasu w 1876 roku na cześć Henri Castro – agenta ziemskiego i kolonizatora Teksasu. Hrabstwo utworzono poprzez wydzielenie z terytorium Young w 1876 r.

Piramida wieku hrabstwa

## Sąsiednie hrabstwa
- Hrabstwo Deaf Smith (północ)
- Hrabstwo Randall (północny wschód)
- Hrabstwo Swisher (wschód)
- Hrabstwo Hale (południowy wschód)
- Hrabstwo Lamb (południe)
- Hrabstwo Parmer (zachód)

## Demografia
- Latynosi – 65,6%
- biali nielatynoscy – 30,5%
- czarni lub Afroamerykanie – 2,9%
- rdzenni Amerykanie – 2,3%
- Azjaci – 1%[7].

## Główne drogi
Przez hrabstwo przechodzi jedna droga krajowa i dwie stanowe:
- U.S. Route 385
- Texas State Highway 86
- Texas State Highway 194